# Центар за културу и образовање Лакташи
Центар за културу и образовање Лакташи je установа културе у Лакташима, БиХ, основана 1955. године  под називом "Дом културе". Налази се на адреси Карађорђева бр. 58.

## Историјат
Године 1955. основана је јавна установа Центар за културу и образовање Лакташи под називом "Дом културе". Даље је до 1998. године деловала под називом Народни универзитет. У судски регистар одлуком Скупштине општине Лакташи установа је уписана 30. јуна 2008. године као ЈУ "Центар за културу и образовање". 
Основна делатност установе је култура али се бави и неформалним образовањем.

## Простор Центра за културу и образовање
Центар ради и органијује своје активности на простору од 1.420 m², и у оквиру њега се налазе:
- уметничка галерија,
- сала са 500 места,
- сала за састанке,
- кабинет за курсеве информатике,
- учионице за курсеве страних језика, и
- канцеларијски простор.

## Културни и образовни садржаји
Центар за културу и образовање Лакташи је центар свих културних дешавања у општини Лакташи.
- Организује редовне активности:

- позоришне представе за децу и одрасле, 

- концерате (класичне, етно, забавне музике),
 
- изложбе,...
- Организује многе манифестације:

- Интернационални фестивал аматерског театра - од 2006. године;

- Ликовну колонију "Ласта" -  од 2009. године;

- Салон стрипа - од 2008. године;

- "Сусрет завичајних стваралаца" - организује се у сарадњи са Народном библиотеком "Веселин Маслеша";

- манифестација "Селу у походе" - представљање народних обичаја, песме, игре, традиције, ручних радова, и традиционалних јела;

- "Радујмо се Ђурђевдану и прољећу" - манифестација представљања ученичког ликовног и литерарног стваралаштва која се организује у сарадњи са СПиКД "Просвјета" Лакташи.

### Драмски студио "Даске"
У оквиру Центра за културу и образовање Лакташи ради и ствара и Драмски студио "Даске" који има 15 активних чланова. 

### Школа цртања
Школа цртања и сликања за децу и одрасле је покренута у фебруару 2011. године и делује у склопу Центра за културу и образовање Лакташи.

### Сарадња
Центар за културу и образовање Лакташи сарађује са свим културно-уметничким друштвима, драмским секцијама и певачким групама са подручја општине, са СПиКД "Просвјета" Лакташи, Народном библиотеком "Веселин Маслеша".